# Siseme tantilla
Siseme tantilla är en fjärilsart som beskrevs av Otto Thieme 1907. Siseme tantilla ingår i släktet Siseme och familjen Riodinidae. Inga underarter finns listade i Catalogue of Life.